# مری تیمونی
مری بوزانا تیمونی (زاده ۱۷ اکتبر ۱۹۷۰) خواننده، ترانه‌سرا، نوازنده گیتار، نوازنده کیبورد و ویولن ایندی آمریکایی است. او در حال حاضر در گروه Ex Hex حضور دارد.
تیمونی در خانواده جیمز و جوآن تیمونی از واشینگتن دی سی متولد شد، در محله‌های گلاور پارک و وسلی هایتس بزرگ شد، و در نوجوانی به مدرسه هنر دوک الینگتون در جورج تاون رفت.